# Scopula subpunctaria
Scopula subpunctaria là một loài bướm đêm trong họ Geometridae.